# محمد بن محمود بن احمد طوسی
محمد بن محمود بن احمد طوسی عجایب‌المخلوقات‌‌نویس مسلمان ایرانی که در زمان طغرل‌ دوم (آخرین فرمانروای سلجوقی عراق و کردستان‌؛ ۱۱۷۷–۱۱۹۴ میلادی) زندگی میکرده است.در ۱۱۶۰ میلادی عجایب‌المخلوقات و غرایب الموجودات را به زبان فارسی نوشت‌. او از آنجا که زاده همدان بوده است در برخی منابع او را به نام محمد بن محمود همدانی خوانده اند. اما غالباْ او را به اصالت پدربزرگش طوسی میخوانند. او خود در شرح شهر همدان در کتاب  عجایب المخلوقات و غرایب الموجودات به این موضوع اشاره کرده و میگوید: ((پدر من نزدیک به صد سال عمر کرد و گفت هیچ گاه به یاد ندارم همدان خالی از ملوک بوده باشد مگر به فصل زمستان)).
در ابتدا تنها نسخهٔ موجود عجایب‌المخلوقات (نسخه‌های فارسی گوتا، ۳۵) شش نقشهٔ بسیار ناشیانه از دریای خزر، دریای مدیترانه‌، جبال‌، سند، دریای عرب‌، و عربستان وجود دارد.

## منبع
- سارتن، جرج. مقدمه بر تاریخ علم. ترجمهٔ غلامحسین صدری افشار. انتشارات علمی و فرهنگی.